# Municipio de Twin Lake (Dakota del Sur)
El municipio de Twin Lake (en inglés: Twin Lake Township) es un municipio ubicado en el condado de Sanborn en el estado estadounidense de Dakota del Sur. En el año 2010 tenía una población de 86 habitantes y una densidad poblacional de 0,92 personas por km².

## Geografía
El municipio de Twin Lake se encuentra ubicado en las coordenadas 43°59′19″N 98°16′53″O / 43.98861, -98.28139. Según la Oficina del Censo de los Estados Unidos, el municipio tiene una superficie total de 93.38 km², de la cual 92,65 km² corresponden a tierra firme y (0,78 %) 0,73 km² es agua.

## Demografía
Según el censo de 2010, había 86 personas residiendo en el municipio de Twin Lake. La densidad de población era de 0,92 hab./km². De los 86 habitantes, el municipio de Twin Lake estaba compuesto por el 100 % blancos. Del total de la población el 0 % eran hispanos o latinos de cualquier raza.